# Skuli
Skuli (gr. Σκούλλη) – wieś w Republice Cypryjskiej, w dystrykcie Pafos. W 2011 roku liczyła 65 mieszkańców.